# روبن نيلسون
روبن نيلسون (بالسويدية: Robin Nilsson)‏ (15 سبتمبر 1988 في السويد - ) هو لاعب كرة قدم سويدي في مركز الوسط. شارك مع منتخب السويد تحت 19 سنة لكرة القدم. أما مع النوادي، فقد لعب مع غيفلي ونادي لينغبي ونادي مالمو ونادي مالمو لكرة القدم ‏ وÄngelholms FF ‏.

## وصلات خارجية
- روبن نيلسون على موقع اتحاد السويد (السويدية)
- روبن نيلسون على موقع قاعدة بيانات كرة القدم.إي يو (الإنجليزية)
- روبن نيلسون على موقع Soccerway.com (الإنجليزية)